# 特蕾莎·庫妮根達·索別斯卡
特蕾莎·庫妮根達·索別斯卡（波蘭語：Teresa Kunegunda Sobieska，1676年3月4日—1730年3月10日），巴伐利亞選侯夫人，波兰国王和立陶宛大公約翰三世·索別斯基的女兒。

## 家庭
1694年，特蕾莎·庫妮根達與巴伐利亞選侯馬克西米利安二世·埃曼努爾結婚，兩人共有四個兒子：
1. 卡爾·阿爾布雷希特（1697年—1745年），即日後的神聖羅馬皇帝查理七世
2. 斐迪南·馬利亞·英諾森（1699年—1738年），帝國陸軍元帥
3. 巴伐利亞的克雷門斯·奧古斯特，科隆選侯
4. 約翰·特奧多爾（1703年—1763年），列日親王主教